# Lijst van Dooddoeners

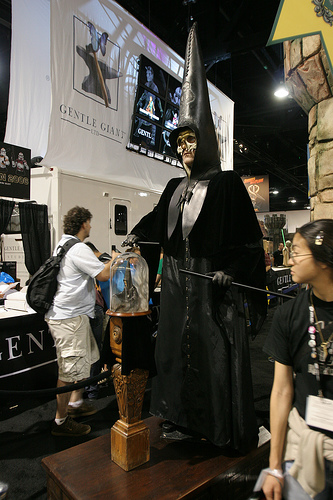
Outfit van een Dooddoener

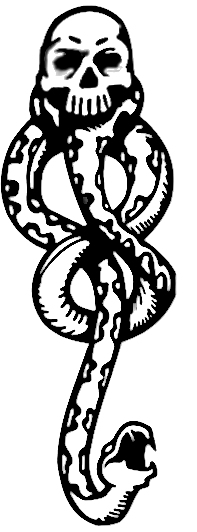
Het Duistere Teken

Een Dooddoener (Engels: Death Eater) is in de Harry Potter-boeken van J.K. Rowling een volgeling van de duistere tovenaar Heer Voldemort.
Dooddoeners worden door Voldemort gemarkeerd met het Duistere Teken (schedel met een slang door de mond) op hun linkeronderarm. Ze voeren de taken uit die Voldemort ze oplegt. Doorgaans hebben deze taken te maken met dood en verderf zaaien. Het is slechts zelden Voldemort zelf die dit soort dingen uitvoert; meestal delegeert hij deze taken aan de Dooddoeners. Wie eenmaal Dooddoener is geworden, kan niet meer terug. Wie vlucht of weigert Voldemorts opdrachten uit te voeren, wordt doorgaans vermoord door een andere Dooddoener. De Dooddoeners kunnen veel van elkaar verschillen, maar hebben wel enige overeenkomsten:
- Ze zijn vaak afkomstig uit de afdeling Zwadderich.
- Ze hebben geen onderlinge loyaliteit.
- Ze hebben een grote angst of bewondering voor hun leider.
- Wellicht grootste onderling overeenkomstige karaktertrek: opportunisme.
- Ze spreken over Voldemort als de "Heer van het Duister".
- Ze zijn van mening dat magie alleen onderwezen mag worden aan mensen die zuiver (tovenaars)bloed hebben.

## Dooddoeners met een eigen artikel
- Bellatrix van Detta
- Rodolphus van Detta
- Antonin Dolochov
- Igor Karkarov
- Alecto Kragge
- Amycus Kragge
- Bartolomeus Krenck Jr.
- Draco Malfidus
- Lucius Malfidus
- Peter Pippeling
- Augustus Ravenwoud
- Severus Sneep
- Walter Vleeschhouwer
- Regulus Zwarts

## Minder belangrijke Dooddoeners

### Arduin
Arduin (Engels: Avery). Hij heeft zich uit Azkaban weten te houden door te zeggen dat hij onder invloed van de Imperiusvloek verkeerde.
In het vierde boek keert hij terug naar Voldemort zodra hij het Duistere Teken voelt branden op zijn arm. Arduin is zo dom Voldemort om vergiffenis te smeken, waarop de Heer van het Duister een Cruciatus-vloek op hem gebruikt.
In het vijfde boek voorziet Arduin zijn meester van verkeerde informatie, waardoor maandenlange planning van Voldemort voor niets is geweest. Dit heeft hem opnieuw een marteling opgeleverd, hoogstwaarschijnlijk opnieuw met de Cruciatus-vloek.
Arduin was een van de Dooddoeners die meevocht in het Departement van Mystificatie. Na het gevecht werd Arduin opgepakt en naar Azkaban gestuurd.
Zijn vrienden op Zweinstein waren Schoorvoet en Severus Sneep.

### Waldemar Bijlhout
Waldemar Bijlhout (Engels: Thorfinn Rowle) is aanwezig bij de Slag van de Astronomietoren. Terwijl de andere Dooddoeners de toren in gaan, blijft hij op de trap staan en vecht met de verdedigers van Zweinstein. Hij vuurt spreuken alle kanten op en doodt hierbij de Dooddoener Grafblom wanneer hij een spreuk op Remus Lupos afvuurt. Tijdens de ontsnapping van de Dooddoeners, probeert hij spreuken op Rubeus Hagrid af te vuren, wat weinig zin heeft omdat Hagrid een halfreus is, en spreuken geen effect op hem hebben. Daarom zet hij Hagrids huis in brand en Hagrid is verplicht om Muil, die nog in het huis is, te redden. Severus Sneep beveelt Bijlhout het terrein te verlaten en Bijlhout verdwijnselt samen met Alecto en Amycus Kragge.
In het zevende boek volgt Bijlhout Harry, Ron en Hermelien, samen met Antonin Dolochov. Wanneer Harry, Ron en Hermelien in een café in Londen uitrusten en de naam van Voldemort noemen, valt Bijlhout hen aan maar wordt hij verlamd, samen met Dolochov, en wordt zijn geheugen gewist door Hermelien.

### Rabastan van Detta
Rabastan van Detta (Engels: Rabastan Lestrange) is de broer van Rodolphus van Detta en de zwager van diens vrouw Bellatrix. Dit zijn zo ongeveer de enige Dooddoeners die Heer Voldemort echt vertrouwt. Ze hebben nooit ontkend dat ze Dooddoeners waren, ook niet toen iedereen ervan overtuigd was dat Voldemort dood was. Daarom zaten ze vijftien jaar in de tovenaarsgevangenis Azkaban. Na die vijftien jaar braken alle Dooddoeners uit Azkaban, zo ook Rabastan en Rodolphus.

### Grafblom
Grafblom (Engels: Gibbon) infiltreerde samen met andere Dooddoeners Zweinstein toen Harry Potter en Albus Perkamentus op zoek waren naar een van de Gruzielementen van Voldemort.
Grafblom is degene die die nacht het Duistere Teken boven Zweinstein toverde (in de film Bellatrix van Detta). Toen hij van de trap van de Astronomietoren kwam werd hij getroffen door de Avada Kedavra-vloek. Grafblom werd vermoord door Waldemar Bijlhout, een grote, blonde Dooddoener. Dit ging per ongeluk, de vloek was gericht op Remus Lupos.

### Jeegers
Jeegers (Engels: Yaxley) is een Dooddoener met een grof, bruut gezicht. Hij was erbij toen Perkamentus vermoord werd op de Astronomietoren. Hij werkte in het Ministerie van Toverkunst en hij werkte samen met Dorothea Omber. Hij zei tegen Ron Wemel dat de vrouw van Malkander ondervraagd werd en werd door Harry Potter verlamd. Het was ook Jeegers, die de Imperiusvloek over Pius Dikkers uitsprak. Tijdens Voldemorts overheersing werd hij Hoofd van het Departement van Magische Wetshandhaving. Hij vocht tijdens de Slag om Zweinstein en werd verslagen door George Wemel en Leo Jordaan. Hij overleefde de slag maar zijn uiteindelijke lot is onbekend.

### Jekers
Jekers (Engels: Jugson) ontsnapte in 1995 uit Azkaban, samen met veel meer Dooddoeners. Hij vocht mee in de Slag van het Departement van Mystificatie, waar hij gekoppeld werd aan Antonin Dolochov. Hij werd geraakt door de vloek der Totale Verstijving, en werd teruggestuurd naar Azkaban. Het is onbekend of hij weer ontsnapte in het zevende boek.

### Korzel Sr.
Korzel Sr. (Engels: Crabbe Sr.) is de vader van Vincent Korzel en een Dooddoener. Hij was aanwezig bij de herrijzing van Voldemort in het vierde boek. Hij vocht ook mee in de Slag van het Departement van Mystificatie, waar hij gevangen werd genomen.

### Krodde
Krodde (Engels: Wilkes) is een Dooddoener die in de Eerste Tovenaarsoorlog is gedood door Schouwers omdat hij zich verzette om mee te gaan naar Azkaban. Hij was op Zweinstein een vriend van Severus Sneep.

### Kwast Sr.
Kwast Sr. (Engels: Goyle Sr.) is de vader van Karel Kwast en een Dooddoener. Hij was aanwezig bij de herrijzing van Voldemort in deel vier.

### Noot
Noot (Engels: Nott) is eveneens een volgeling van Heer Voldemort. Zijn voornaam is niet bekend. Noot komt voor in het vierde en vijfde Harry Potterboek.
Hij was aanwezig bij de terugkeer van Heer Voldemort en ook was hij in het Departement van Mystificatie, waar hij samen met andere Dooddoeners de profetie probeerde te stelen.
Noot is een vrij kruiperig persoon en is oud en gebogen. Hij heeft een zoon die op Zweinstein zit, genaamd Theodoor.

### Edwin Roselier
Edwin Roselier (Engels: Evan Rosier) wordt door Igor Karkarov verklikt als Dooddoener, maar blijkt dan al dood te zijn. Hij is een jaar voor de val van Voldemort omgekomen in een gevecht. Hierbij nam hij een stuk van de neus van Alastor Dolleman mee.

### Schoorvoet
Schoorvoet (Engels: Mulciber) is een van de eerste Dooddoeners. Hij is specialist op het gebied van de Imperiusvloek, maar werd door Igor Karkarov verraden. Schoorvoet werd naar Azkaban gebracht, maar ontsnapt in 1995, samen met veel meer Dooddoeners. Hij vocht mee in de Slag van het Departement van Mystificatie, waar hij weer gevangen werd genomen. In zijn jaren op Zweinstein was hij klasgenoot en vriend van Severus Sneep.

### Totelaer
Totelaer (Engels: Travers) is een magere Dooddoener met grijs haar en een lange puntneus. Hij is een van de Dooddoeners die verantwoordelijk zijn voor de moord op de Magisters. Hij werd verraden door Igor Karkarov en werd naar Azkaban gebracht, maar in 1995 brak hij hier weer uit.
In het zevende boek werd Totelaer, samen met Zagrijn, opgeroepen door Xenofilus Leeflang toen Harry Potter bij hem thuis was. Later wanneer Harry probeert samen met Hermelien Griffel, Ron Wemel en Grijphaak in te breken in Goudgrijp komt Hermelien, vermomd als Bellatrix van Detta, Totelaer tegen op de Wegisweg en loopt hij met hen mee naar Goudgrijp. Daar wordt hij onder de Imperiusvloek geplaatst door Harry Potter, die samen met Grijphaak onder de Onzichtbaarheidsmantel zit. Totelaer vecht mee in de Slag om Zweinstein en duelleert daar met Parvati Patil.

### Zagrijn
Zagrijn (Engels: Selwyn) is een Dooddoener met een ruwe stem. Hij vocht tegen Harry Potter, die samen met Rubeus Hagrid op de motor van Sirius Zwarts boven Klein Zanikem vloog toen Harry het huis van zijn oom en tante mocht verlaten. Zagrijn is ook degene die Voldemort zijn toverstok moet geven, wanneer de toverstok van Lucius Malfidus kapot is. Later ging Zagrijn samen met Totelaer naar het huis van Xenofilus Leeflang in een poging Harry te arresteren. Hij zag Harry nog net voordat deze verdwijnselde.
In het zevende boek beweert Dorothea Omber dat ze familie van Zagrijn is, wanneer Hermelien (die er door het innemen van Wisseldrank uitziet als iemand anders) haar complimenteert met het mooie medaillon dat ze draagt en waarop een "Z" te zien is. Hermelien weet echter dat het medaillon een Gruzielement is en dat de "Z" voor "Zwadderich" staat, niet voor "Zagrijn".